# Paolo Mori
Paolo Mori est un auteur de jeux de société italien né le 4 juillet 1977 à Parme. Auteur ayant créé plusieurs dizaines de jeux, il joue un rôle au niveau des auteurs de jeux, notamment en créant l'IDEAG et Inventori de Giochi, permettant d'aider les auteurs de jeux,.

## Biographie
En 2002, Paolo Mori a été diplômé en Sciences de la Communication et travaille comme gestionnaire du contenu Web à l'Université de Parme,. 
Début des années 2000, il joue pour la première fois avec Andrea Mainini et Simone Luciani à Tigre et Euphrate, un jeu de Reiner Knizia. Ce fut pour lui une révélation et il souhaite se lancer dans la création.
En 2005, en collaboration avec Walter Obert, il crée l'IDEAG (L'incontro delle autrici e degli autori di giochi), un ensemble de conventions dédiées aux prototypes de jeux de société,. Cette convention permettant notamment aux auteurs de présenter les prototypes aux maisons d'édition est basée sur les conventions situées dans d'autres pays comme la France et l'Allemagne. Cependant, les auteurs trouvent qu'il y règne plus d'amitié et d'entraide que dans les conventions du même style.
Cette même année, il crée également le site Inventori de Giochi, un des principaux points de rencontres pour les auteurs italiens, leur permettant d'avoir un espace d'échange et de discussion.
En 2025, il est classé 25ème meilleur auteur de jeux par le site boardgame.tips.

## Ludographie
Paolo Mori a créé de nombreux jeux dont voici une partie :

### Seul
- UR, 2006, illustré par Mariano Iannelli, édité par What's your game (Récompense : Best of show - Jeu de table 2006) [9],[10]
- Borneo, 2007, illustré par Roberta Barletta et Alberto Bontempi, édité par DaVinci Editrice (Récompense : Gioco inedito 2006)
- Vasco de Gama, 2009, illustré par Mariano Iannelli, édité par What's your game
- Libertalia, 2012, illustré par Benjamin Carré & Stéphane Gantiez, édité par Asmodee (Récompense : Nederlandse Spellenprijs 2022)[11]
- Augustus, 2013, illustré par Vincent Dutrait, édité par Hurrican (Récompenses : Gioco Dell anno 2013, Jocul Anului Incepatori - Catégorie famille 2013, Joker - Catégorie famille 2013)[12]
- Dogs of war, 2014, illustré par Christophe Madura & Mathieu Harlaut, édité par Edge Studio
- Unusual Suspects, 2015, illustré par Allessandro Costa & Peter Wocken, édité par Edge Studio
- Ethnos, 2017, illustré par John Howe, édité par CMON[13]
- Archeos society, 2023, illustré par John McCambridge, édité par Space Cowboys
- Le match du siècle, 2024, illustré par Klemens Franz, édité par Deep Print Games et Gigamic

### Avec Remi Conzadori
- Captain Flip, 2024, illustré par Jonathan Aucomte, édité par Playpunk (Récompense : Lys Grand public 2024)[14],[15]

### Avec Matt Leacock
- Pandémie - Chute de Rome, 2018, illustré par Atha Kanaani, Olly Lawson & Antonio Maínez, édité par Z-Man Games

### Avec  Alessandro Zucchini
- Toy Battle, 2025, illustré par  Paul Mafayon, édité par Repos Production[16]